# Lijst van biersoorten
Bier kan men op verschillende manieren categoriseren:
- naar de gisting (laag, hoog, spontaan of gemengd)
- naar graansoort (meestal gerst of gerst met tarwe)
- naar de regio van oorsprong (Kölsch, Alt, Lambiek, Pils)
- naar de brouwer (bijvoorbeeld Trappist)
- naar kleur (wit, blond, amber, bruin, zwart of EBC)
- naar bitterheidgraad (IBU)
- naar alcoholgehalte
- naar smaak (combinaties van zuur, zoet en bitter)
- naar bijzonderheden (bijvoorbeeld het roken van de mout zoals bij Bamberger Rauchbier, of het gebruik van melkzuurbacteriën)

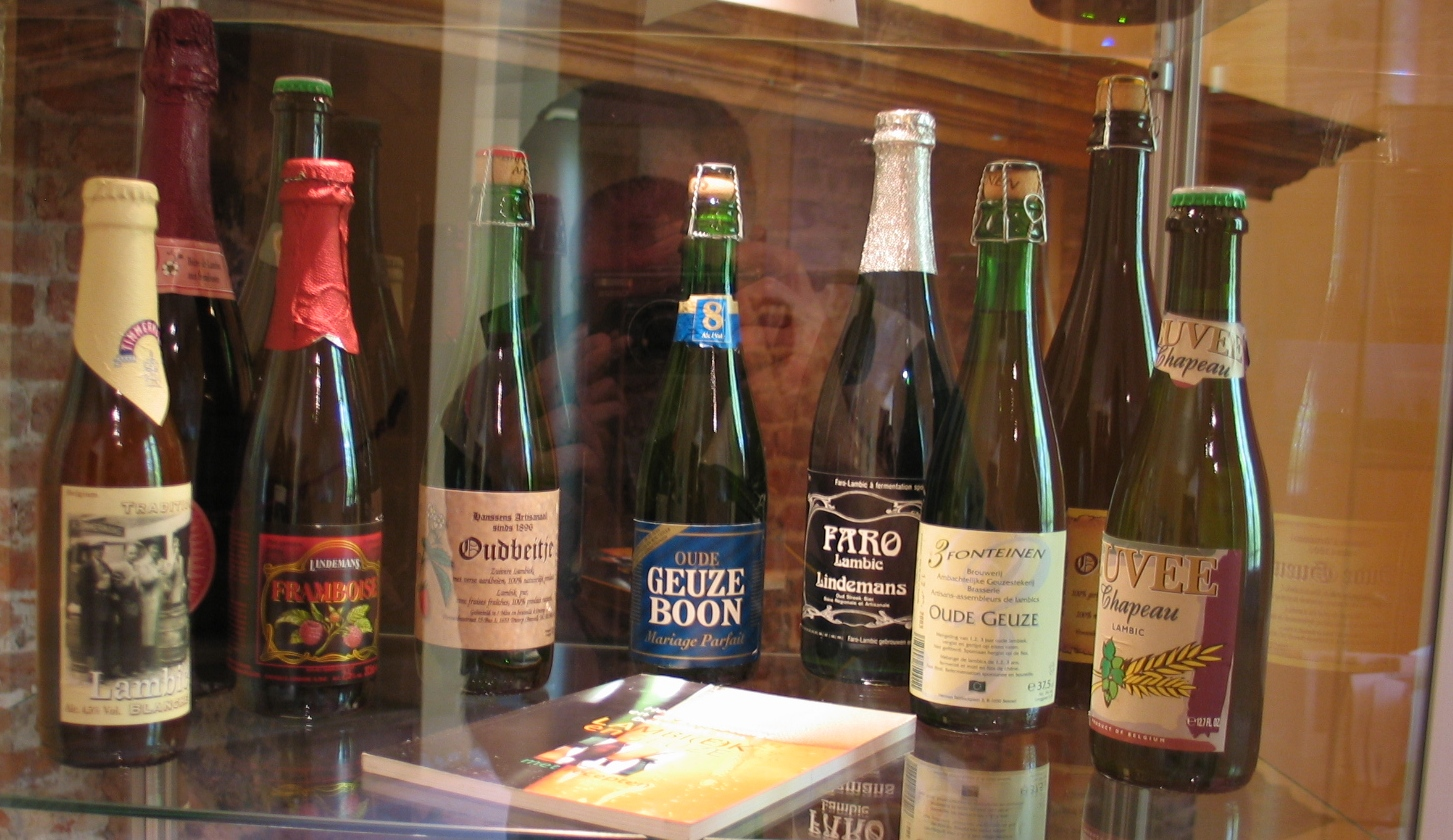
Bieren uit de streek rond Brussel

## Gisting
- Laaggegiste bieren: voor laaggegiste bieren wordt gebruikgemaakt van de gist Saccharomyces carlsbergensis. De vergisting vindt plaats bij lagere temperaturen (circa 10-15 °C). Hierbij zet de gist zich af op de bodem van de kuip.
- Hooggegiste bieren: voor hooggegiste bieren wordt gebruikgemaakt van de gist Saccharomyces cerevisiae. De vergisting vindt plaats bij wat hogere temperatuur (20-25 °C). Hierbij komt de gist boven het wort drijven.
- Spontaan gegiste bieren: worden alleen in het Pajottenland en het Zennedal bij Brussel gebrouwen. Hierbij wordt geen gist toegevoegd, maar het wort wordt in een koelschip blootgesteld aan de buitenlucht, waarin o.a. de gistsoorten Brettanomyces bruxellensis en lambicus voorkomen. Overigens moeten de eerste bieren (tot de Middeleeuwen) van spontane gisting geweest zijn, omdat het bestaan van gist toen nog niet bekend was. Zie ook Lambiek
- Gemengde gisting: ofwel vermengen van bieren van verschillende gistingswijzen (bijvoorbeeld mengen van spontane- en hogegistingsbier), ofwel: gebruik van verschillende gistingswijzen tijdens het productieproces (bijvoorbeeld hoge gistingsbier dat met een lage gist wordt hergist in de fles of hoge gistingsbier dat ook wordt blootgesteld aan wilde gisten).

### Laaggegiste bieren
Münchener: Internationale naam voor een donkerbruin, moutig smakend bier. Er bestaat ook een Münchener Helles. De stijl werd in de tweede helft van de 19e eeuw in genoemde stad ontwikkeld. Münchener bevat 4 tot 4,75 procent alcohol.
Dortmunder: Minder gehopt dan pils, maar droger dan Münchener. In Duitsland is dit ‘blond bier’ ook bekend als Export. Alcoholgehalte 5 tot 6 procent.
Pils: De beroemdste bierstijl van de wereld. Het oerpilsener komt uit Pilsen in Tsjechië en werd daar in 1842 ontwikkeld. Het is lichtgoudkleurig en heeft een kenmerkende, goedgehopte smaak. Alcoholgehalte 4,5 tot 5,2 procent.
Lager: Oorspronkelijk Beiers biertype, zachter gehopt dan pils. Dankt zijn naam aan de lange gekoelde narijping of lagering. Elk laaggegist bier wordt in Engelstalige landen echter lager genoemd. Dit bier is vaak een vrije interpretatie van pils. Alcoholgehalte 3,5 tot 5 procent.
Weens, Märzen of Spezial: Amberkleurig, relatief zwaar bier. Alcoholgehalte 5,5 procent.
Bock, of bokbier: Zwaar bier, oorspronkelijk afkomstig uit Einbeck, Nedersaksen, verbasterd tot Bock. Meestal rood of bruin van kleur; in Duitsland ook wel lichter. Bock is een seizoenbier voor de maand mei en voor de herfst en is herkenbaar aan de bok op het etiket. Het alcoholgehalte is minstens 6 procent.
Doppelbock: Extra zwaar bier, voor het eerst gebrouwen in Beieren. De merknamen eindigen gewoonlijk op -ator. Het alcoholgehalte varieert van 7,5 tot 13 procent.

### Hooggegiste bieren
Saisons: Verzamelnaam voor op natuurlijke wijze gerijpte bieren uit Henegouwen (Wallonië en het Franse grensgebied) met een alcoholpercentage van ongeveer 5 procent, vrij droog en destijds in de winter gebrouwen om als zomerse dorstlesser te dienen.
Trappist: bier, uitsluitend gebrouwen door paters cisterciënzers, met een desondanks uiteenlopende stijl, gemaakt in zes abdijen in België, twee in Nederland,  één in Oostenrijk, één in de VS en één in Italië.
Kloosterbier of Abdijbier: Onduidelijke verzamelnaam voor bieren, al dan niet met aanwijsbare kloosterlijke afstamming. Een eerste tak betreft de duplicaten van de originele trappist die in licentie door brouwerijen buiten de kloostermuren gebrouwen worden, om in het commerciële circuit verkocht te worden – voorbeeld: Sint-Bernardus, licentie voor Westvleteren. De andere tak zijn trappistgelijkende bieren, met meestal verwijzingen naar bestaande of verdwenen kloosters, en gebrouwen met recepten, die niet altijd van tussen kloostermuren afkomstig zijn – voorbeelden: Ename, Grimbergen, Tongerlo, Maredsous, Leffe, Floreffe, Aulne, Villers, Corsendonck. Sinds kort is in samenspraak met de betrokken abdijen een officiële erkenning mogelijk.
Alt: Koperkleurig bier, donkerder dan Kölsch, uit de streek Niederrhein, inclusief Venlo. Alcoholgehalte minimaal 4 procent.
Kölsch: Unieke stijl uit Keulen en omgeving met een lichtgouden kleur en een alcoholgehalte 4,8 procent.
Wieß: Ouderwetse stijl uit Keulen, voorloper van Kölsch. Het doet erg denken aan witbier, wieß betekent ook “weiß” (wit) maar het is in feite ongefilterde Kölsch, gebrouwen alleen van gerstemout, hop en water. Alcoholgehalte 4–5 procent.
Ale: Algemene aanduiding voor bier in Engelse stijl, dat gewoonlijk koperkleurig is.
- Pale ale: Een ale, gebrouwen met overwegend bleke mout.
- Mild ale: Typisch donkerbruin tapbier met karamelsmaak, of koperkleurig en naar Britse maatstaven licht gehopt. Alcoholgehalte 2,5 tot 3 procent.
- Bitter ale: Koperkleurig tapbier, de nationale drank in Engeland. Zwaar gehopt; soms heel bitter, maar vaak ook vol en moutig van smaak. Weinig koolzuur en een alcoholgehalte van 3 tot 5,5 procent.
- India Pale Ale: Een klassiek bier met een levendig karakter, dat een beetje zurig, fris en stevig naar hop smaakt. De term India Pale ale stamt uit de dagen van de grote koloniale handel. Een goede kwaliteit bevat ongeveer 5 procent alcohol.

Stout: zeer donker bier met gebrande mout of gerst. 
- Bitter stout: Behoorlijk zwaar, bijzonder bitter en zeer donkerkleurig bier. Het beroemdste voorbeeld is het Ierse Guinness extra stout, dat eigenlijk meer een stijl op zichzelf geworden is. Het alcoholgehalte varieert van 4 (in de ‘thuislanden’) tot zelfs 7 procent (in de tropen).
- Milk stout: Een stout waaraan lactose is toegevoegd. Heeft doorgaans een laag alcoholgehalte.
- Russian stout en Barley wines: Extra zwaar en fruitig Stout dat oorspronkelijk was bestemd voor het Russische hof in Sint-Petersburg. Het bevat meer dan 10,5 procent alcohol. Vergelijkbare brouwsels worden Barley wines (gerstewijnen) genoemd, of ook wel Old ale, waarvan het alcoholgehalte varieert van 6 tot 8 procent.

Stoombier: Bier dat wordt gebrouwen in een stijl die het midden houdt tussen hoge en lage gisting. Deze methode geeft bier met een levendige 'kop' en een alcoholgehalte van 5.
Spéciale belge: Veredeling van het – vooral Brabantse – dorpsbier, na een wedstrijd in 1904, ter bestrijding van de oprukkende pilsners. Amberkleurig bovengistingsbier met fruitige toets en mild gehopt. Nog slechts een paar merken voeren de titel speciale: De Ryck en Palm en eveneens de in 2007 gelanceerde Speciale 1900 (Haacht) en Gilladeken (De Glazen Toren). Maar ook De Koninck is een Speciale Belge. 5% alcohol.
Bruin bier: Meestal zoet bier met een alcoholgehalte van 3,5 tot 6 procent. In veel landen bestaan laaggegiste tegenhangers.
Gemengde gisting
Vlaams oud bruin: Vooral in Oost-Vlaanderen. Het zijn mengbieren (oudere, fijn verzuurde brouwsels gemengd met jonge, nog niet uitgegiste en dus zoete), meestal op roestvrije vaten gerijpt. De Oost-Vlaamse bieren zoals Oudernaarde Bruin zijn fluwelige bieren. Ze zijn bovengegist met gewilde (melk)zuurinfectie.
Vlaams rood bruin: Vooral in West-Vlaanderen. Het zijn verwante van Vlaams oud bruine bieren, maar deze mengbieren (hoge gisting en melkzuur) worden in foeders gerijpt. Het bekendste merk is de Rodenbach uit Roeselare. 
Spontane gisting
Lambiek: Een streekbier uit het Pajottenland en de Zennevallei. Gebruik makende van de buitenlucht en de verschillende gistsoorten die daar in verstopt zitten zullen Lambieken spontaan gaan gisten met als gevolg een eerder zuurder bier. Met dit soort bier worden de Geuze en Krieken gebrouwen. Bekende voorbeelden zijn Belle-Vue en Boon.

## Ingrediënten

### Tarwebieren
Weizenbier: Een  tarwebier met 5 procent alcohol. Er zijn veel spannende variaties op deze oorspronkelijk uit Beieren afkomstige brouwstijl. Soms wordt het bier geserveerd met een schijfje citroen. Sommige bierdrinkers vinden dat eigenlijk een belediging voor de brouwer, omdat zij van mening zijn dat als de brouwer de citroensmaak had gewild hij het bier wel zo gemaakt zou hebben.
Bieren met melkzuurgisting Weisse:
Berliner Weisse: Klassiek, fris bier met een alcoholpercentage van 2,5 tot 3. Het smaakt ook lekker met wat frambozensiroop. Ook enkele Belgische bieren worden gemaakt met naast een vergisting met bovengist nog een vergisting met melkzuurbacteriën (o.a. Rodenbach).
Lambiek: Lambiek is een bier met spontane gisting van gemoute gerst, ongemoute tarwe en overjaarse hop uit het bij Brussel gelegen Zennedal en het Pajottenland (ten Zuidwesten van Brussel).
Belgisch witbier: Een traditioneel bovengistingsbier, vroeger Leuvens of Hoegaards genoemd, dat bijna vergeten was maar rond 1960 een nieuw leven begon. Hoegaarden is heel bekend, maar ook Dentergems en Blanche de Namur. In Austin (Texas) werd ook enkele jaren witbier (Belgian style) gebrouwen. Het bier wordt gebrouwen met gemoute gerst en ongemoute tarwe. Het wordt niet gefilterd, bevat ongeveer 5 procent alcohol en koriander en sinaasappelschil.

## Amateurbrouwers
Amateurbrouwers delen de bieren vaak in naar klasse:
Klasse A: Licht van kleur (tot 30 EBC) met een begin-SG tot 1059 (max ± 6% Alcohol).
- Belgische Pale Ale
- Dortmunder Export (D)
- Fruitlambiek
- Kölsch
- Münchener Helles (D)
- Ordinary & Best Bitter
- Oud Gueuze-Lambiek (B)
- Pale ale (GB)
- Pilsener
- Saison (B)
- Traditionele Lambiek(B)
- Weizen
- Witbier

Klasse B: Donker van kleur (vanaf 30 EBC) met een begin-SG tot 1059 (max ± 6% Alcohol)
- Brown ale
- Brown Porter
- Dunkel Weizen
- Fruitlambiek
- Irish Dry Stout
- Milk Stout
- Oud Bruin (NL)
- Rauchbier
- Schwarzbier
- Vlaams Bruin (B)
- Vlaams Rood (B)

Klasse C: Licht van kleur (tot 30 EBC) met een begin-SG vanaf 1060 (> 6% Alcohol)
- Blond(e)
- Licht Dubbelbo(c)k
- Meibo(c)k
- Pale Barley Wine
- Sterke Blond(e)
- Sterke Saison
- Strong India Pale Ale
- Tripel

Klasse D: Donker van kleur (vanaf 30 EBC) met een begin-SG vanaf 1060 (> 6% Alcohol)
- Gerstewijn
- Bo(c)kbier
- Dubbel
- Dubbelbo(c)k
- Export Stout
- Imperial Russian Stout
- Quadrupel
- Robust Porter
- Strong Scotch Ale
- Weizen(doppel)bock